# Leo von Caprivi
Georg Leo hrabě von Caprivi de Caprera de Montecuccoli (24. února 1831 Charlottenburg – 6. února 1899 Skyren) byl německý státník, nástupce Otty von Bismarck ve funkci německého kancléře. Tuto funkci zastával v období od 20. března 1890 do 26. října 1894.

## Biografie
Narodil se v Charlottenburgu (dnes součást Berlína) v Prusku. Otec Julius Leopold von Caprivi (1797–1865) byl právníkem, později se stal soudcem pruského nejvyššího soudu a členem pruské sněmovny lordů. Jeho matkou byla Emilie Kopkemová, dcera Gustava Kopkema, ředitele gymnázia v Berlíně, které navštěvoval i Capriviho předchůdce Otto von Bismarck.
V roce 1849 vstoupil do pruské armády. Sloužil ve druhé šlesvické válce v roce 1864, v prusko-rakouské válce v roce 1866 a v prusko-francouzské válce v letech 1870–1871. Dosáhl hodnosti podplukovníka. Za své zásluhy získal vojenské vyznamenání Pour le Mérite. Po prusko-francouzské válce působil na pruském ministerstvu války. V roce 1882 se stal velitelem 30. pěší divize u Met.
20. března 1890 byl jmenován německým kancléřem. V úřadě skončil 26. října 1894.
Jmenoval se podle něho Capriviho pruh (angl. Caprivi Strip) na území dnešní Namibie. Ten k tehdy německé kolonii jménem Německá jihozápadní Afrika připojil toto území, aby získala přístup k řece Zambezi.